# Urko (cantante)
José Antonio Larrañaga Etxabe, más conocido como Urko (1948- ), es un cantautor español en lengua vasca.
Urko inició su carrera como cantautor en la década de 1970,  a finales de la dictadura de franquista cuando la expresión en lengua vasca, euskera, era una actividad de reivindicación política. Pertenece a la generación posterior a Ez Dok Amairu, junto con Iñaki Eizmendi, Gorka Knörr, Antton Valverde, Gontzal Mendibil, Pantxoa eta Peio o Hibai Rekondo.
Urko fue uno de los impulsores en la creación de una nueva música vasca. Su obra discográfica es extensa con títulos como  Sakonki, maite zaitut Euskal-Erria (1976), Hemen gaude (1977), Gure lagunei (1978), Goiherri (1979), Biltzen (1980), Donosti Maitia (1983), Kaioan amodioa (1984), Lasai y Donosti Maitia 2 (1986). Entre todas sus canciones destaca Guk euskaraz (Nosotros en vasco) que es un tema muy popular en la promoción del uso de la lengua vasca entre la población

## Biografía
José Antonio Larrañaga Etxabe nació el 12 de marzo de 1948 en San Sebastián, Guipúzcoa en el País Vasco en España. Comenzó a cantar en los concursos de radio de La Voz de Guipúzcoa que organizaba Ángel Bengoechea. Con 20 años se integra en el grupo de rock "Los corsarios" en los que canta en castellano e inglés. En la década de 1970 comienza a componer y cantar canciones en euskera y se integra en el movimiento de la canción protesta vasco que surge al final de la dictadura franquista  y se prolongaría, con fuerza, en la  transición. 
Participa en festivales y  actos populares por todo el País Vasco y Navarra, así como por Francia, Bélgica, España y Holanda. Participó con otros artistas y Telesforo Monzón, en la visita a los confinados en la isla de Yeu (seis vascos que el gobierno francés confinó en la isla de Yeu  fueron los militantes de la banda terrorista ETA, Maite Arana, Miren Guridi, Lázaro Arandia, Roberto Echeberría, Pedro Ereño y José Miguel Beñarán.) 
José Antonio Larrañaga realizó su primer concierto en 1974 en la plaza de la Trinidad de San Sebastián y dos años después, en 1976, publica su primer disco Sakonki maite zaitut Euskal-Herria producido por Zafiro dejando claro el sentido de su carrera en la dirección de la canción protesta en plena dictadura franquista, él mismo manifestó 

Estábamos en el lugar de los políticos en ese momento. Estábamos en el escenario con el objetivo de difundir nuestra idea y emocionar a la gente.

 En ese primer disco incluía las emblemáticas canciones Guk euskaraz (Nosotros en euskera) y Usurbilgo eliza (La iglesia de Usurbil) que se establecieron como canciones populares en el panorama musical vasco.
En su segundo disco, Hemen gaude (Estamos aquí), editado también por Zafiro en 1977 siguió el camino de la canción protesta con temas como Agur Euskal Herriari (Adiós a Euskal Herria) o Utzi pakean (Dejadnos en paz) aunque introdujo también algunos temas románticos como Maite, maite, maitea (Amor, amor, amor) e introdujo textos de Joseba Zulaika, Vitoriano Gandiaga, Gabriel Aresti entre otros. El disco se grabó en el Teatro Principal o Antzoki Zaharra de San Sebastián y fue el primer disco que se grabó en directo en euskera. En la portada del disco se podía leer «Kontzertu honetan tinkatzen ari gara gure nortasuna. Euskaldunen nortasuna. Horrengatik, zuek parte hartzea eskatuko nizueke eta horrela gure indar guztiekin esatea hemen gaude!!» («En este concierto estamos cimentando nuestra identidad. La identidad de los vascoparlantes. Por eso les pido que participen y así decir con todas nuestras fuerzas que ¡Estamos aquí!»). El disco Hemen gaude  tuvo una muy buena acogida por parte del público, se vendieron más de 80.000  copias.
En 1978, también bajo la edición de Zafiro, lanza el álbum Gabriel Aresti también comprometido políticamente. Este trabajo se realiza con la participación de una orquesta de 70 músicos y un coro. Uno de los temas incluidos en el disco, Irabazi dugu (Ganaremos), escrito por Telesforo Monzón está dedicado a Juan Paredes (Txiki) y Ángel Otaegui, presos políticos, miembros de ETA político-militar ejecutados el 27 de septiembre de 1975 junto a José Humberto Baena, José Luis Sánchez Bravo y Ramón García Sanz del Frente Revolucionario Antifascista y Patriota (FRAP) en lo que constituyó las últimas ejecuciones del franquismo. 
A partir de 1978 comienza a cambiar de estilo, él comentó 

Alrededor de 1978, cuando empezaron a aparecer los políticos, estábamos un poco atrasados y, a partir de ahí, fui por mi propio camino. Empecé a preocuparme más por la música.

  Comenzaría a trabajar incluyendo un  poco de rock y dando más importancia canciones corales y canciones populares. Edita por entonces, en 1979 y con Zafiro, Goiherri y, en 1980 también con Zafiro, Biltzen (Recogiendo). Dos años después, en 1982 y editado por la Caja de Ahorros Provincial de Guipúzcoa, publica Donosti maitia (Querido San Sebastián).
En 1984 lanza, producido por IZ disketxea, Kaioen amodioa (Amor de gaviota) que se distribuyó muy bien por las emisoras de radio mediante el sencillo Jamaika irratia (Radio Jamaica). Sus siguientes trabajos se centraron en la música popular, en 1986 mediante edición de la Caja de Ahorros Provincial de Guipúzcoa, publica Bihotz  bihotzez (de corazón a corazón) y, en 1991  editado por Discos a medida, saca el trabajo Sagardoa: betiko kantak (Sidra: canciones de siempre). 
En 1991 decide separarse de los escenarios durante un tiempo realizando algún trabajo puntual, como en 1996 con el disco, editado por Magna Music, Urko canta a José Bergamín y el los años 2003 y 2006 lanzó sendas recopilaciones. En 2003 el álbum  Hemen gaude!! (¡¡Estamos aquí!!) que edita Discos a medida. Se trata de un álbum de tres discos CD con 55 canciones seleccionadas de su carrera. En 2005, con la misma editorial, en el 30 aniversario de su primer concierto en la plaza de la Trinidad de San Sebastián lanza un DVD con los 25 temas más populares de esos treinta años en un disco en directo.

## Discografía
- Guk euskaraz, zuk zergatik ez (Nosotros en euskera,  tú por qué no), editado por ediciones Zafiro en 1976.
- Sakonki maite zaitut Euskal-Herria (Te quiero mucho Euskal-Herria ), editado por ediciones Zafiro en 1976.
- Hemen gaude (Aquí estamos), editado por ediciones Zafiro en 1977.
- Zuretzat Galitzia  (Galizia para ti) (disco doble), editado por ediciones Zafiro en 1978.
- Gure lagunei  (A nuestros amigos ), editado por ediciones Zafiro en 1978.
- Gabriel Aresti (álbum), editado por ediciones Zafiro en 1978.
- Goiherri, editado por ediciones Zafiro en 1979.
- Biltzen (Recolectando), editado por ediciones Zafiro en 1980.
- Donosti maitia (Querida San Sebastián), editado por Caja de Ahorros de Guipúzcoa en 1982.
- Kaioen amodioa (Amor de gaviota), editado por IZ disketxea en 1984.
- Gora gure errege (Arriba nuestros reyes) (disco doble), editado por IZ disketxea en 1985.
- Bihotz bihotzez (De corazón a corazón), editado por Caja de Ahorros de Guipúzcoa] en 1986.
- Sagardoa: betiko kantak (Sidra), editado por ediciones Zafiro en 1991.
- Urko canta a José Bergamín, editado por ediciones Zafiro en 1996.
- Hemen gaude!! (¡Aquí estamos!), editado por ediciones Zafiro en 2003.
- Urko zuzenean: La Trini, Donostia (Urko en directo: La Trini, Donostia), editado por Discos a medida en 2005.

## Colaboraciones
- Bai Euskarari, en 1978 para Euskaltzaindia.
- Nuklearrik ez, eskerrik asko. Lemoiz gelditu!, en 1980 para  Euskadiko Komite Antinuklearrak / Tic-Tac.